# Liste des édifices labellisés « Patrimoine du XXe siècle » de l'Indre
La liste des édifices labellisés « Patrimoine du xxe siècle » de l'Indre recense les édifices ayant reçu le label « Patrimoine du xxe siècle » dans l'Indre en France. 

## Liste
| Monument                                                                   | Commune             | Adresse                                                         | Coordonnées                      | Notice         | Protection              | Date | Illustration                                  |
| -------------------------------------------------------------------------- | ------------------- | --------------------------------------------------------------- | -------------------------------- | -------------- | ----------------------- | ---- | --------------------------------------------- |
| Lycée Rollinat                                                             | Argenton-sur-Creuse | 62 quai Sainte-Catherine                                        | 46° 35′ 20″ nord, 1° 30′ 43″ est | « PA36000022 » | Inscrit MH (2008)       | 2013 | Lycée Rollinat                                |
| Chambre de commerce et d'industrie de l'Indre                              | Châteauroux         | 22, 24 place Gambetta                                           | 46° 48′ 43″ nord, 1° 41′ 41″ est | « PA36000008 » | Inscrit MH (2001)       | 2013 | Chambre de commerce et d'industrie de l'Indre |
| Hôtel des Postes                                                           | Châteauroux         | Rue de la Poste 2bis rue du Palais de Justice Rue Henri-Barboux | 46° 48′ 36″ nord, 1° 41′ 38″ est |                |                         | 2014 | Image manquante Téléverser                    |
| Maison du Peuple                                                           | Châteauroux         | 15 rue de la République                                         | 46° 48′ 36″ nord, 1° 41′ 26″ est | « PA36000009 » | Inscrit MH (2001)       | 2013 | Image manquante Téléverser                    |
| Usine Marcel Bloch                                                         | Déols               |                                                                 | 46° 51′ 18″ nord, 1° 42′ 51″ est | « PA00097493 » | Inscrit MH (1991, 1992) | 2013 | Usine Marcel Bloch                            |
| Statue « Le berger allongé » dite aussi « Le berger couché sur le ventre » | Levroux             | Place de l'Hôtel-de-Ville                                       | 46° 58′ 46″ nord, 1° 36′ 51″ est | « PA36000042 » | Inscrit                 | 2017 | Image manquante Téléverser                    |
| Monument au pilote d’avion et de course automobile André Boillot           | Montgivray          | côte d'Ars                                                      | 46° 36′ 01″ nord, 1° 00′ 00″ est | « PA36000040 » | Inscrit                 | 2017 | Image manquante Téléverser                    |

### Source
- [PDF] « Édifices ou ensembles labellisés « Patrimoine du XXe siècle » entre 2000 et 2015 », sur culturecommunication.gouv.fr, 24 février 2017

- [PDF] « Édifices ou ensembles labellisés « Patrimoine du XXe siècle » entre 2000 et 2015 - Protection MH », sur culturecommunication.gouv.fr, 10 avril 2018